# NGC 3004
NGC 3004 je zvijezda u zviježđu Velikom medvjedu.

## Vanjske poveznice
- SEDS: NGC 3004